# کاسترییو د بییابگا
کاسترییو د بییابگا (به اسپانیایی: Castrillo de Villavega) یک شهرستان در اسپانیا است که در استان پالنسیا واقع شده‌است.

## خصوصیات
کاسترییو د بییابگا ۳۳ کیلومترمربع مساحت و ۲۵۵ نفر جمعیت دارد.